# Urgenz
Urgenz ist ein aus dem lateinischen urgere („drängen“) entstandenes Substantiv mit der Bedeutung Dringlichkeit. In dieser Bedeutung ist es noch heute im österreichischen Sprachraum verbreitet. Das zugehörige Adjektiv urgent mit der Bedeutung „dringend, dringlich, unaufschieblich“ existiert in der gleichen Bedeutung auch im Französischen und Englischen.
Das zugehörige Verb urgieren mit der Bedeutung „auf etwas drängen, etwas anmahnen“ (lat. urgere, wohl auch mit dem neuhochdeutschen „würgen“ verwandt) findet sich in philosophischen und wissenschaftlichen Texten bis ins 19. Jahrhundert auch außerhalb des österreichischen Sprachraums, beispielsweise bei Autoren wie Schopenhauer, Goethe oder Hegel:
»Ut pictura poesis erit«, ist zwar ein beliebter Spruch, der besonders in der Theorie vielfach urgiert und von der beschreibenden Dichtkunst in ihren Schilderungen der Jahres und Tageszeiten, Blumen, Landschaften präzis genommen und in Anwendung gebracht worden ist. Die Beschreibung aber [...]. (G.W.F. Hegel, Vorlesungen über die Ästhetik, 1835–1838.)
Weitere Bedeutungen von urgieren:
- drängen, treiben, drücken, (fort)stoßen; dichterisch: verdrängen (dies, diem oder nox diem urget), andringen, sich drängen (fluctus ad litora urgent)
- bedrängen, hart zusetzen, keine Ruhe lassen, durch Fragen oder Worte jemanden in die Enge treiben, mit Bitten bestürmen, hartnäckig und beharrlich beim Thema bleiben, darauf bestehen und immerfort betonen; dichterisch: etwas eifrig betreiben, von etwas nicht ablassen

Das im deutschsprachigen Raum übliche Formelzeichen U für die Elektrische Spannung leitet sich ebenfalls von Urgenz ab.